# Serrat de Fontanils
La Serrat de Fontanils és una serra situada al municipi de la Vall d'en Bas a la comarca de la Garrotxa, amb una elevació màxima de 1.142 metres.